# James Busby
Pour les articles homonymes, voir Busby.
James Busby, né le 7 février 1802 à Édimbourg et mort le 15 juillet 1871 à Penge dans le Surrey, est un diplomate, homme politique et journaliste britannique, qui a joué un rôle de premier plan dans l'annexion de la Nouvelle-Zélande à l'Empire britannique.

## Biographie
Fils d'un ingénieur civil, il étudie la viticulture en France avant d'accompagner ses parents en Nouvelle-Galles du Sud en 1824. Son père, John Busby, a été recruté pour faire construire les réservoirs d'eau de Sydney. Bénéficiant d'une concession de terre de huit cents hectares, James Busby cultive des vignes dans la vallée Hunter. Il importe des pieds de vigne depuis l'Europe, et est parfois considéré comme le « premier vigneron » d'Australie, puis également de Nouvelle-Zélande. Envoyé en 1830 en Europe par le gouvernement de Nouvelle-Galles du Sud pour y acheter des cépages européens, il revient avec près de 20 000 pieds de vignes et plus de 500 variétés différentes. Il est aussi l'auteur d'un traité sur la vigne et l'art de faire du vin. En 1832, il épouse Agnes Dow. Nommé Résident britannique pour la Nouvelle-Zélande, chargé de représenter la Couronne auprès des Britanniques qui y résident, il s'établit à Waitangi en 1833 et s'y construit une maison. La Nouvelle-Zélande à cette date n'est pas encore une colonie, et est peuplé de tribus maories indépendantes, ainsi que de quelques colons européens. La fonction de James Busby est d'empêcher exactions par ces colons à l'encontre des Maoris, et d'appréhender des prisonniers ayant fui les bagnes coloniaux australiens et ayant traversé la mer de Tasman. Il en répond à Richard Bourke, gouverneur de Nouvelle-Galles du Sud. Il ne lui est toutefois fourni aucun moyen de mener à bien sa tâche : Il n'a pas de forces armées à sa disposition et, n'étant pas en territoire britannique, il ne peut exercer aucune autorité juridique. Richard Bourke rechigne par ailleurs à lui apporter une aide financière, considérant inutile l'existence de ce poste. À Waitangi, Busby cultive des vignes, élève des moutons et co-fonde sa propre scierie,. 

Drapeau de la Nouvelle-Zélande de 1834 à 1840.

Richard Bourke lui enjoint de persuader les chefs des tribus maories à établir un gouvernement maori unifié, qui aurait la responsabilité souveraine de légiférer à la fois pour les Maoris et pour les Européens établis en Nouvelle-Zélande. James Busby persuade un ensemble de chefs à s'assembler le 20 mars 1834 à Waitangi et à choisir le tout premier drapeau de la Nouvelle-Zélande. L'objectif premier est de permettre aux bateaux construits en Nouvelle-Zélande de disposer d'un pavillon national leur permettant d'être reconnus et de prendre part au commerce international. Busby remet ensuite des certificats d'immatriculation à de tels bateaux, au nom des « tribus indépendantes de Nouvelle-Zélande ». À partir de juillet 1835, il est secondé pendant un an par un « Résident britannique additionnel », Thomas McDonnell, avec lequel toutefois il s'entend mal. Il obtient un second rassemblement de chefs le 28 octobre 1835, pour répondre au projet du Français Charles de Thierry qui entend établir son propre État indépendant à Hokianga, dans le nord de l'île du Nord. James Busby persuade cinquante-deux chefs de signer une Déclaration de l'Indépendance de la Nouvelle-Zélande, et de demander formellement la protection de la Couronne britannique. Cette déclaration crée les « Tribus unies de Nouvelle-Zélande », une confédération souveraine essentiellement théorique. La Déclaration prévoit que les chefs membres de la confédération s'assemblent en congrès à Waitangi chaque année afin d'établir les lois de leur État. Aucun congrès n'a jamais lieu, mais les Tribus unies sont reconnues comme État souverain par le gouvernement britannique, afin de dissuader toute velléité française sur ces îles. 

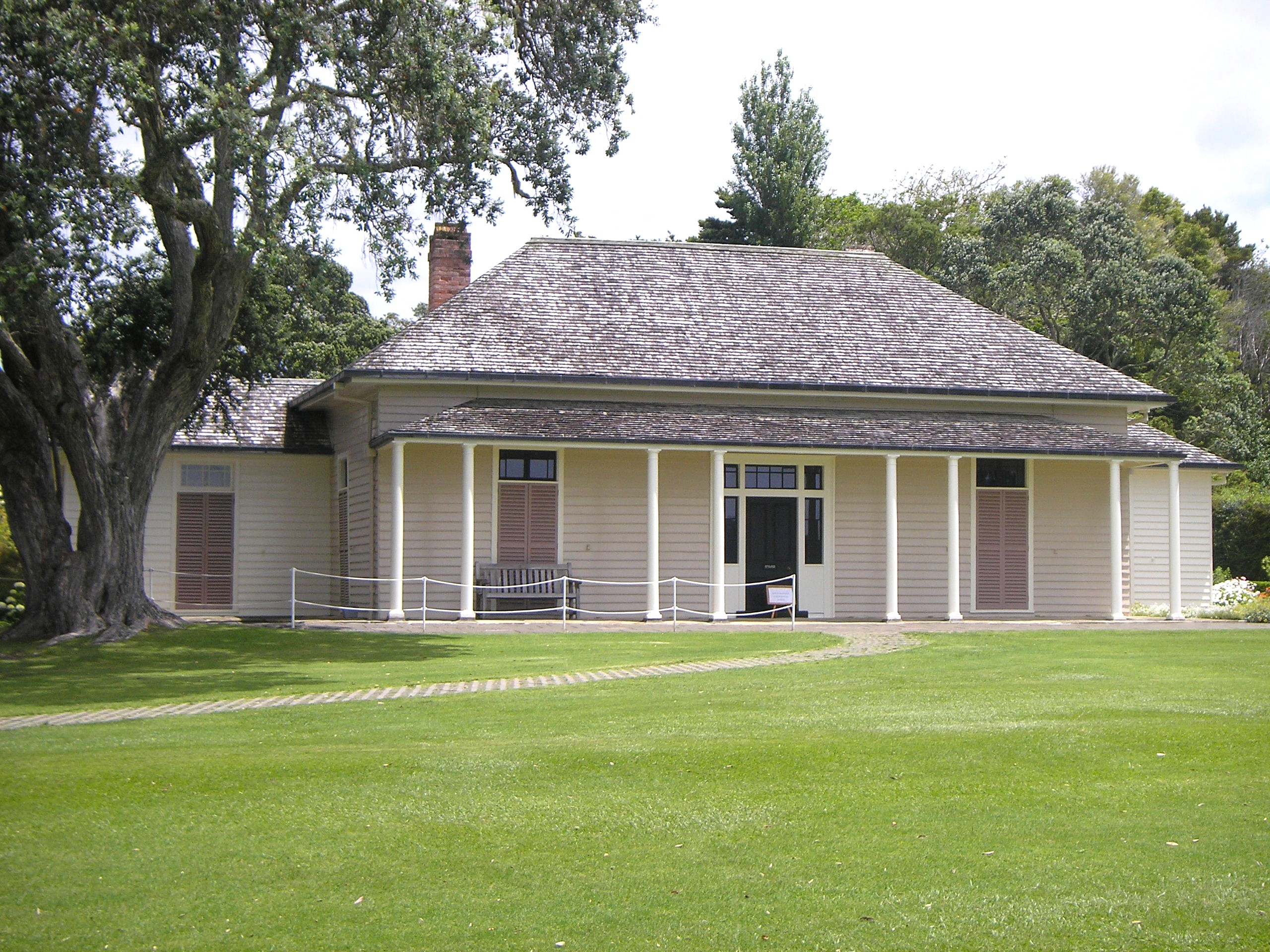
La maison de James Busby à Waitangi.

Début 1837, James Busby rapporte toutefois à Richard Bourke que sa position est intenable, et qu'il ne peut mener à bien ses fonctions d'intermédiaire (ou kaiwhakarite) entre Maoris et colons européens en l'absence de soutien. Il recommande l'établissement d'un protectorat britannique sur la Nouvelle-Zélande : des représentants britanniques y administreraient les affaires du territoire en consultation avec les chefs maoris. Le gouvernement britannique opte toutefois pour l'annexion du territoire, et dépêche William Hobson comme consul pour négocier un traité d'annexion avec les Maoris. À l'arrivée de William Hobson, James Busby obtient un nouveau rassemblement de chefs maoris à Waitangi les 5 et 6 février 1840. Il prend part à la rédaction du traité de Waitangi, et y est responsable notamment de la disposition de l'article 2 qui reconnaît et préserve l'autorité des chefs. Par ce traité, signé par de nombreux chefs maoris, la Nouvelle-Zélande devient une colonie de l'Empire britannique. James Busby décline l'offre qui lui est faite de prendre part au gouvernement colonial, et se consacre, sans grand succès, à développer son élevage de moutons. Ses difficultés commerciales sont empirées par le refus du nouveau gouvernement de reconnaître la validité de son achat de terres auprès de Maoris dans les années 1830. 
Il entre finalement en politique, et représente la baie des Îles au Conseil provincial d'Auckland de 1853 à 1855 et de 1857 à 1863. De 1861 à 1863, il est rédacteur en chef du journal The Aucklander. En 1871 il se rend en Angleterre pour une opération oculaire. Il décède d'une maladie pulmonaire durant son séjour. Sa maison à Waitangi, appelée aujourd'hui Maison du Traité (en), est classée monument historique par Heritage New Zealand, l'organisme public chargé de la préservation du patrimoine national.